# كراك داون 3
كراك داون 3 (بالإنجليزية: Crackdown 3)‏، هي لعبة فيديو والجزء الثالث من سلسلة كراك داون، من تطوير عدة استوديوهات وهي: سومو ديجتال، وسيجنت غيمز، وروفيان غيمز وكلودغين، حيث سيتم إصدار اللعبة في ربيع 2018، تدعم اللعبة منصة إكس بوكس ون ومايكروسوفت ويندوز.

## المواقع الخارجية
- الموقع الرسمي
 (الانكليزيه)
- الموقع الرسمي